# Kouka
Kouka è un dipartimento del Burkina Faso classificato come comune, situato nella provincia  di Banwa, facente parte della Regione di Boucle du Mouhoun.
Il dipartimento si compone del capoluogo e di altri 17 villaggi: Anaconda, Bankouma, Bourawali, Diontala, Fini, Houna, Kouelworo, Koulakou, Kouroumani, Liaba, Mahouana, Mollé, Saint-Michel, Sallé, Sama, Sélenkoro e Siwi.